# Seminário Teológico Fuller
O Seminário Teológico Fuller (em inglês:  Fuller Theological Seminary), localizado em Pasadena, Califórnia, é um seminário evangélico interdenominacional. A escola oferece treinamento em teologia evangélica.

## História

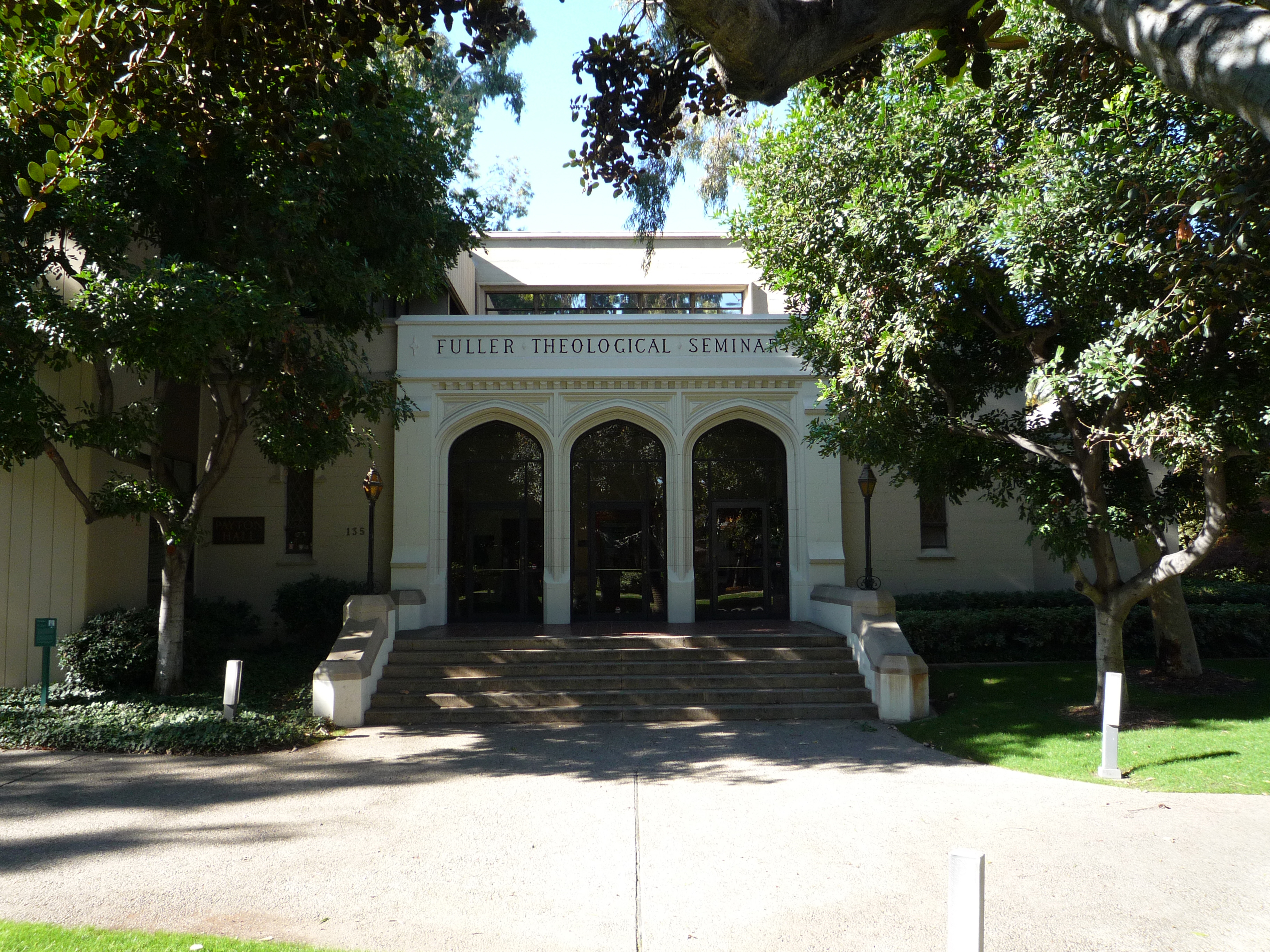
Seminário Teológico Fuller, 2008.

A escola é fundada por pastor batista Charles E. Fuller e  pastor congregacionalista Harold Ockenga em Pasadena em 1947.  Seu objetivo era reformar as posições anti-intelectuais da corrente dominante fundamentalismo cristão naquela época.  A escola teve uma influência considerável no movimento neo-evangélico e na teologia  moderada.  No final da década de 1940, teólogos evangélicos do Seminário defenderam a importância cristã do ativismo social.   Abriu oito campi em todo o país.  Em 2019, a escola ficou em 4º lugar entre os seminários evangélicos nos Estados Unidos, com 1.257 alunos em tempo integral.  Para o ano 2021-2022, teve 2.191 alunos.

## Programas
A escola oferece programas em teologia evangélica, incluindo bacharelado, mestrado e doutorado. 